# Camilo Sanvezzo
Camilo da Silva Sanvezzo (ur. 21 lipca 1988 w Presidente Prudente) – brazylijski piłkarz z obywatelstwem meksykańskim występujący na pozycji napastnika.

## Kariera klubowa
Camilo pochodzi z miasta Presidente Prudente i jest wychowankiem tamtejszego zespołu Oeste Paulista EC, jednak profesjonalną karierę piłkarską rozpoczynał jako dwudziestolatek w drużynie Corinthians Alagoano z siedzibą w Maceió. W 2009 roku zajął w nim drugie miejsce w rozgrywkach ligi stanowej – Campeonato Alagoano, po czym wyjechał na Maltę, podpisując umowę z tamtejszym klubem Qormi FC. W Maltese Premier League zadebiutował 30 sierpnia 2009 w wygranym 1:0 spotkaniu z Sliema Wanderers, w którym strzelił także premierowego gola w nowej ekipie. Od razu został niekwestionowaną gwiazdą rozgrywek ligowych; na koniec sezonu 2009/2010 zajął z Qormi najwyższe w historii klubu trzecie miejsce w tabeli, a także został królem strzelców ligi maltańskiej, w 22 meczach zdobywając aż 24 bramki. W lipcu 2010 jego udane występy zaowocowały transferem do klubu z silniejszej ligi – południowokoreańskiego Gyeongnam FC, w którego barwach 17 lipca 2010 w wygranym 1:0 meczu z Sangju Sangmu zadebiutował w tamtejszej K League. Przez pół roku pobytu w Gyeongnam nie potrafił sobie jednak wywalczyć miejsce w wyjściowym składzie i nie strzelił ani jednego gola.
Wiosną 2011 Camilo na zasadzie wolnego transferu został piłkarzem kanadyjskiego Vancouver Whitecaps FC, który debiutował wówczas w rozgrywkach Major League Soccer. W MLS zadebiutował 19 marca 2011 w wygranej 4:2 konfrontacji z Toronto FC, zaś pierwsze bramki strzelił 2 kwietnia tego samego roku, dwukrotnie wpisując się na listę strzelców w doliczonym czasie zremisowanego 3:3 pojedynku ze Sportingiem Kansas City. Z miejsca został najlepszym strzelcem drużyny i w tym samym roku zajął z nią drugie miejsce w rozgrywkach Canadian Championship. Sukces ten powtórzył również w 2012 roku, lecz najbardziej udany był jednak dla niego sezon 2013 – wówczas został królem strzelców MLS z 22 golami na koncie, a jego trafienie z rozegranego 6 października meczu z Portland Timbers (2:2) otrzymało nagrodę najładniejszego gola sezonu (MLS Goal of the Year) i zostało nominowane przez FIFA do nagrody imienia Ferenca Puskása. Wtedy także wziął udział w meczu gwiazd MLS (1:3 z AS Roma), po raz trzeci z rzędu zajął drugie miejsce w Canadian Championship i został królem strzelców tego turnieju. Ogółem w Whitecaps spędził trzy lata i z 43 golami jest najlepszym strzelcem w historii klubu.
W styczniu 2014 Camilo przeszedł do meksykańskiego Querétaro FC, w tamtejszej Liga MX debiutując 9 marca 2014 w przegranym 2:4 spotkaniu z Atlante. Od razu wywalczył sobie pewne miejsce w formacji ofensywnej i pierwszego gola w strzelił 5 kwietnia tego samego roku w zremisowanej 1:1 ligowej konfrontacji z Leónem. W jesiennym sezonie Apertura 2014 został królem strzelców ligi meksykańskiej z dwunastoma golami na koncie, będąc pierwszym piłkarzem w historii, który dokonał tego wyczynu w barwach Querétaro. Bezpośrednio po tym, w grudniu 2014, podczas jednego ze sparingów zerwał więzadło krzyżowe w prawym kolanie, wskutek czego musiał pauzować przez kolejne pięć miesięcy. Pod jego nieobecność, w wiosennym sezonie Clausura 2015, Querétaro zdobyło wicemistrzostwo Meksyku, lecz on sam z powodu kontuzji nie został wówczas zgłoszony do rozgrywek. Zaledwie trzy miesiące po rekonwalescencji, w sierpniu 2015, po raz kolejny doznał kontuzji więzadeł krzyżowych, w wyniku czego został wyłączony z gry na kolejne pół roku.
Niedługo potem Camilo otrzymał meksykańskie obywatelstwo, w wyniku kilkuletniego zamieszkiwania w tym kraju. Po powrocie do zdrowia, w jesiennym sezonie Apertura 2016, wywalczył z Querétaro puchar Meksyku – Copa MX, będący zarazem pierwszym trofeum w dziejach klubu.

## Statystyki kariery
| Oeste Paulista       | 2008             | Brazylia         |                | —  | —   | —  | —   | —   | — | —    | 0≤  | 0≤ |
| Corinthians Alagoano | 2009             | Brazylia         | —              | —  | 8   | 1  | —   | —   | — | 8    | 1   |    |
| Qormi                | 2009–2010        | Malta            | Premier League | 22 | 24  | —  | —   | —   | — | —    | 22  | 24 |
| Gyeongnam            | 2010             | Korea Południowa | K League       | 7  | 0   | 2  | 0   | —   | — | —    | 9   | 0  |
| Whitecaps            | 2011             | Kanada           | MLS            | 32 | 12  | 4  | 1   | —   | — | —    | 36  | 13 |
| Whitecaps            | 2012             | Kanada           | MLS            | 28 | 5   | 3  | 0   | —   | — | —    | 31  | 5  |
| Whitecaps            | 2013             | Kanada           | MLS            | 32 | 22  | 3  | 3   | —   | — | —    | 35  | 25 |
| Querétaro            | 2013–2014        | Meksyk           | Liga MX        | 8  | 3   | 2  | 0   | —   | — | —    | 10  | 3  |
| Querétaro            | 2014–2015        | Meksyk           | Liga MX        | 17 | 12  | 2  | 1   | —   | — | —    | 19  | 13 |
| Querétaro            | 2015–2016        | Meksyk           | Liga MX        | 3  | 1   | —  | —   | LMC | 1 | 0    | 4   | 1  |
| Querétaro            | 2016–2017        | Meksyk           | Liga MX        | 0  | 0   | —  | —   | —   | — | —    | 0   | 0  |
| Ogółem               |                  |                  |                |    |     |    |     |     |   |      |     |    |
| Brazylia             | Brazylia         | Brazylia         | —              | —  | 8≤  | 1≤ | —   | —   | — | 8≤   | 1≤  |    |
| Malta                | Malta            | Malta            | 22             | 24 | —   | —  | —   | —   | — | 22   | 24  |    |
| Korea Południowa     | Korea Południowa | Korea Południowa | 7              | 0  | 2   | 0  | —   | —   | — | 9    | 0   |    |
| Kanada               | Kanada           | Kanada           | 92             | 39 | 10  | 4  | —   | —   | — | 102  | 43  |    |
| Meksyk               | Meksyk           | Meksyk           | 28             | 16 | 4   | 1  | LMC | 1   | 0 | 33   | 17  |    |
| Ogółem               | Ogółem           | Ogółem           | 149            | 79 | 24≤ | 6≤ | LMC | 1   | 0 | 174≤ | 85≤ |    |

Legenda:
- LMC – Liga Mistrzów CONCACAF